# Joseph Van Ingelgem
Joseph Van Ingelgem (23 de gener de 1912 - 29 de maig de 1989) fou un futbolista belga.

## Selecció de Bèlgica
Va formar part de l'equip belga a la Copa del Món de 1934.